# Opuntia macrorhiza
Opuntia macrorhiza là một loài thực vật có hoa trong họ Cactaceae. Loài này được Engelm. mô tả khoa học đầu tiên năm 1850.

## Hình ảnh

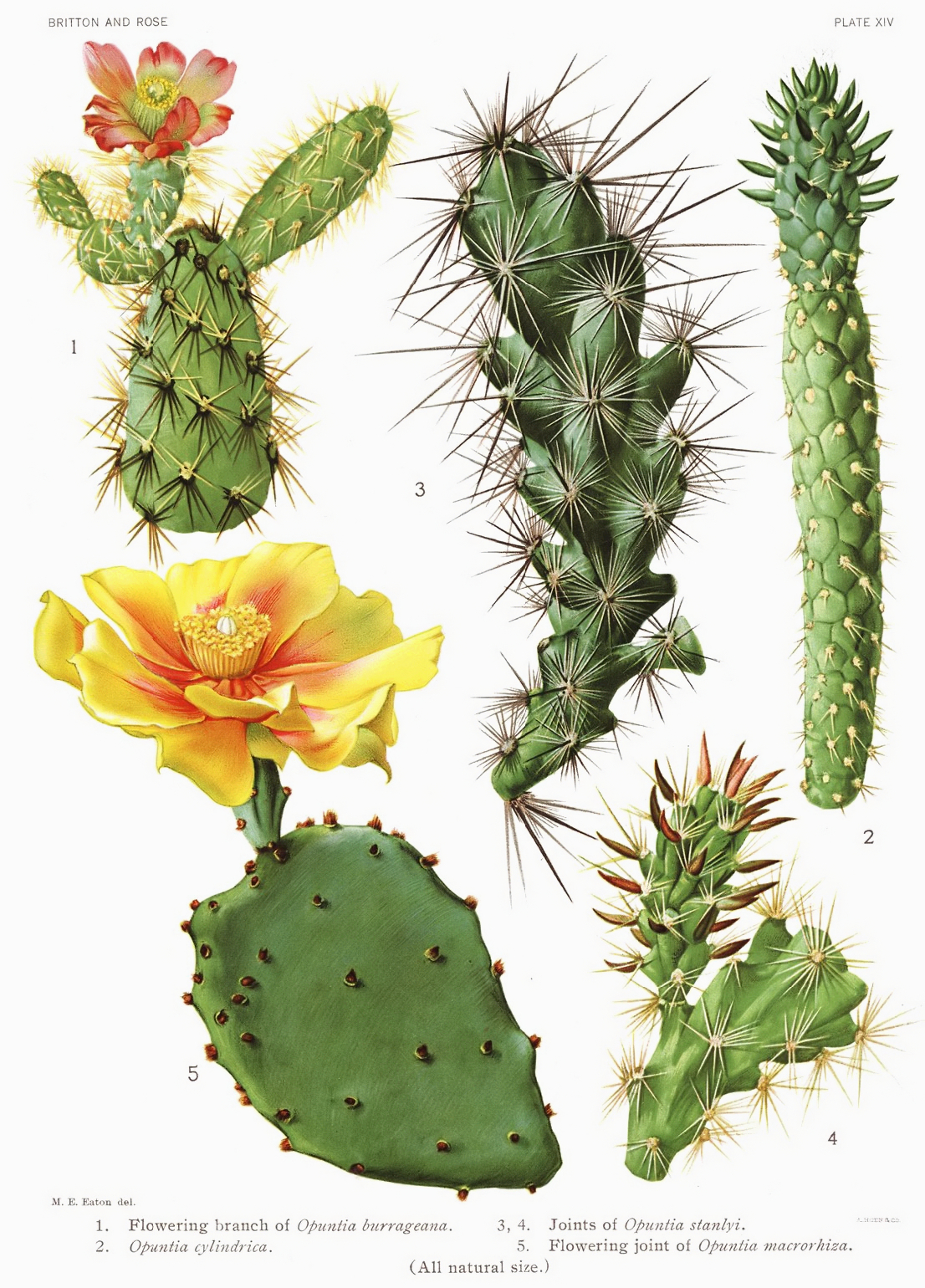